# Чеченско земетресение (2008)
Чеченското земетресение от 2008 година е земетресение с магнитуд 5,8 по скалата на Рихтер. Бедствието е усетено в 09:06:10 UTC на 11 октомври 2008 г. в Чечения, Русия и е продължило поне 40 секунди. Загинали са поне 13 души, включително и 5 деца от районите Гудермес, Шалински и Курчлоевски район убити от поредицата от малки трусове след това, които са усетени в Северен Кавказ и в Армения и Грузия. Ранени са около 116 души.